# James Holland (Maler)

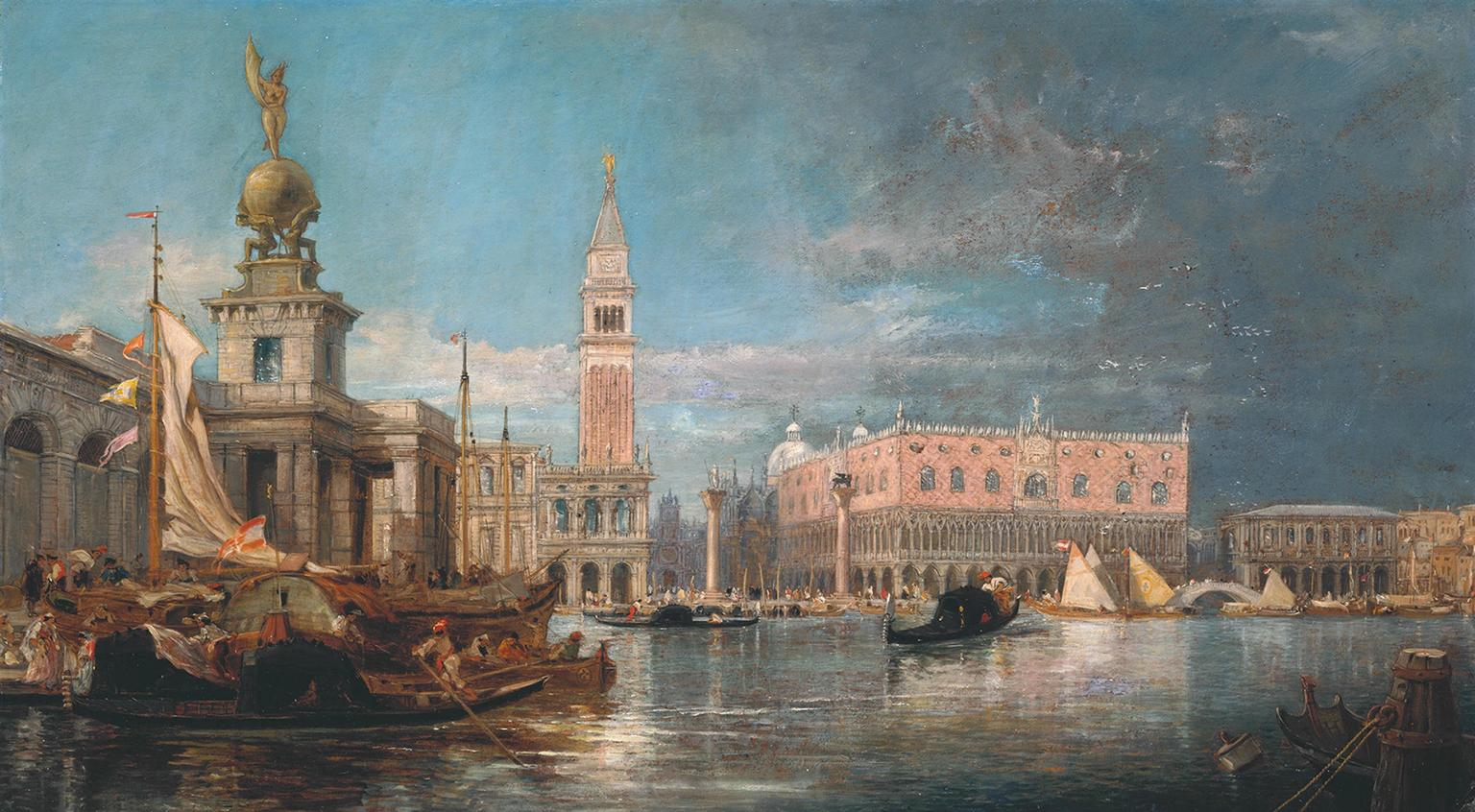
Der Canal Grande in Venedig, Tate Gallery (nicht in der Ausstellung)

James Holland (* 18. Oktober 1799 in Burslem, Staffordshire, England, Vereinigtes Königreich; † 12. Dezember 1870 in London, England, Vereinigtes Königreich) war ein britischer Maler und Illustrator, dessen Schwerpunkte Gemälde von Blumen, Landschaften, Gebäuden und Marine und Buchillustrationen waren. Obgleich sein bevorzugtes Medium Wasserfarben waren, war er auch geübt im Umgang mit Ölfarben.

## Leben
James Holland wurde am 18. Oktober 1799 in Burslem, Staffordshire, England geboren. Sein Vater und andere Familienmitglieder arbeiteten im nahe gelegenen Longport bei dem Töpferwarenhersteller Davenport Pottery, der 1785 von John Davenport gegründet und ab 1830 von dessen Söhnen William und Henry weitergeführt wurde. Holland selbst arbeitete hier von seinem dreizehnten Lebensjahr an für sieben Jahre, in denen er Keramik und Porzellan mit Blumen bemalte.
1819 zog Holland nach London, wo er einerseits weiter bei Töpferwarenherstellern arbeitete und für diese Keramik und Porzellan bemalte und andererseits als Zeichenlehrer für Motive der Architektur, der Marine und von Landschaften tätig war.
Seine erste eigenständige Ausstellung hatte Holland 1824 bei der Royal Academy of Arts, wobei sein Gemälde London from Blackheath (London von Blackheath) bereits 1823 ausgestellt worden war.
1830 unternahm er seine erste Studienreise und besuchte Frankreich, um dessen Architektur zu studieren und zu malen.
Von 1835 bis 1843 war Holland Mitglied der Society of Painters in Water-colours. Er verließ die Gesellschaft von sich aus und wechselte zur Royal Society of British Artists.
Einer der wichtigsten Beschäftigungszweige Hollands waren Illustrationen für Annuals seiner Zeit. Um Studien für diese zu betreiben, reiste er 1836 nach Venedig, Mailand, Genf und Paris. 1837 folgte eine Reise nach Portugal. Die Bilder, die dabei entstanden, wurden in The Tourist in Portugal veröffentlicht. Zwei Jahre später stellte Holland eines seiner Gemälde von Lissabon bei der Royal Academy of Arts aus. 1845 reiste er nach Rotterdam und 1847 noch einmal nach Portugal. Er verließ die Royal Society of British Artists im Jahre 1848. Zwei Jahre später besuchte er die Normandie und den Norden von Wales. 1851 reiste Holland erneut nach Genf. Von 1856 bis 1858 war Holland ein vollwertiges Mitglied der Society of Painters in Water-colours, der er 1856 wieder beigetreten war. Zu dieser Zeit unternahm er noch eine Studienreise nach Venedig. 1857 stellte Holland zum letzten Mal aus. Er starb am 12. Dezember 1870 im Alter von 71 Jahren in London.

## Werk
Neben seinen zahlreichen Beiträgen zur Society of Painters in Water-colours stellte Holland 32 Bilder bei der Royal Academy, 91 bei der British Institution und 108 bei der Royal Society of British Artists aus. Obgleich Holland zumeist als Maler mit Wasserfarben klassifiziert wird, war er mit Ölfarben ein ebenso begabter Künstler. Er gilt als einer der talentiertesten Maler in Farbe, die die English School hervorgebracht hat, was vor allem seine erst posthum sehr gefragten Bilder von Venedig unter Beweis stellen. Das Gesamtwerk Hollands ist unglaublich vielschichtig. Er malte Landschaften ebenso wie Bauwerke, Menschen ebenso wie Blumen.
Häufig arbeitete er zunächst mit Bleistift, den er dann mit Farbe und manchmal auch Tusche übermalte, etwa bei The Merchant of Venice on the Rialto Bridge (Der Kaufmann von Venedig auf der Rialtobrücke), dem durch den Einsatz der Tusche trotz des hellen Grundtenors eine starke Kontrastwirkung verliehen wird. Auch sonst vermischte Holland hin und wieder verschiedene Maltechniken – etwa die Kombination von Aquarell, Gouache und Bleistift bei The Gondola, Venice, with Santa Maria della Salute in the Distance, 1865 (Die Gondel, Venedig, mit Santa Maria della Salute in der Ferne, 1865) und St. George’s, Venice, c.1860 (St Georgs, Venedig, ca. 1860). Für The Steps of the Palazzo Foscari, Venice, 1844 (Die Stufen des Palazzo Foscari, Venedig, 1844) benutzte Holland sogar vier verschiedene Materialien zum Malen: Bleistift, Tinte, Gouache und Aquarellfarbe.
Doch Holland beherrschte nicht nur Landschafts- und Städtemalerei. Immerhin hatte er mit dem Malen von Blumen angefangen und malte so auch wissenschaftliche Illustrationen wie A Rose (Eine Rose) und Stillleben wie Roses, Poppy and Pelargonia (Rosen, Mohn und Pelargonien).
Darüber hinaus verstand Holland sich auch auf die Darstellung von Menschen wie The Langford Family in their Drawing Room, 1841 (Die Familie Langford in ihrem Salon, 1841) unter Beweis stellt.